# Municipio de Blakely (Nebraska)
El municipio de Blakely (en inglés: Blakely Township) es un municipio ubicado en el condado de Gage en el estado estadounidense de Nebraska. En el año 2010 tenía una población de 305 habitantes y una densidad poblacional de 3,29 personas por km².

## Geografía
El municipio de Blakely se encuentra ubicado en las coordenadas 40°17′59″N 96°51′2″O / 40.29972, -96.85056. Según la Oficina del Censo de los Estados Unidos, el municipio tiene una superficie total de 92.68 km², de la cual 91,54 km² corresponden a tierra firme y (1,23 %) 1,14 km² es agua.

## Demografía
Según el censo de 2010, había 305 personas residiendo en el municipio de Blakely. La densidad de población era de 3,29 hab./km². De los 305 habitantes, el municipio de Blakely estaba compuesto por el 97,7 % blancos, el 2,3 % eran de otras razas. Del total de la población el 3,61 % eran hispanos o latinos de cualquier raza.